# Wilko Levin von Wintzingerode

Wilko Levin Graf von Wintzingerode-Bodenstein, 1900

Wilko Levin Graf von Wintzingerode (* 12. Juli 1833 in Göttingen; † 18. Juli 1907 auf Burg Bodenstein) war ein deutscher Politiker.

## Familie
Wilko Levin war der Sohn von Heinrich Levin Graf von Wintzingerode und dessen zweiter Ehefrau Aeone Freiin vom Hagen (1800–1835), einer Cousine.
Am 11. Februar 1859 heiratete er in Erfurt Marie Gräfin von Keller (1836–1924), Tochter der Mathilde von Bassewitz und des Grafen Gustav von Keller, mit der er folgende Kinder hatte:
- Aeone (1860–1945) ⚭ 1880 Robert von Stumpfeld († 1895)
- Mathilde (1861–1943)
- Natalie (1864–1946) ⚭ 1885 Hans von Brederlow († 1920)
- Marie (1865–1947) ⚭ 1897 Konrat Weymann, Jurist
- Levin (* 1867; † vor 1941), Jurist, Leutnant a. D.[2]
- Margarete (1868–1950) ⚭ 1888 Henning von Rumohr-Rundhof (1852–1920), seine Adoptivtochter Marianne von Rumohr (1890–1985) wurde 1942 von Gräfin Mathilde von Keller adoptiert, unter der Namensführung seit 1950 Gräfin Keller v. Rumohr.[3]
- Hans (1869–1914) ⚭ 1907 Gisela Gräfin von der Schulenburg-Angern (1886–1972)
- Gustav (1873–1932) ⚭ 1910 Ruth Biermann (* 1884)

## Leben
Wilko studierte zunächst an der Universität Göttingen Rechts- und Staatswissenschaft, wechselte danach an die Universitäten in München und Berlin. Während dieser Jahre verband den sehr musikalischen Wilko Levin eine enge Freundschaft mit dem später in seiner Zeit bedeutendsten Violinisten Joseph Joachim, die ihn auch in enge Verbindung mit Johannes Brahms brachte. Joachim und Wintzingerode reisten als Studenten durch Deutschland und traten gemeinsam als Violin- und Klavierspieler auf.
Nach dem Tod seines Vaters übernahm er die Verwaltung des Familienbesitzes im Eichsfeld und diente als Offizier in der preußischen Armee. 1859 heiratete er Marie Gräfin von Keller (1836–1924), die ältere Halbschwester der späteren Hofstaatsdame der Kaiserin Auguste Viktoria, Mathilde Gräfin von Keller. Nachdem er als preußischer Hauptmann 1866 hannoversche Offiziere nach der Schlacht bei Langensalza auf seiner Burg Bodenstein aufgenommen hatte und sie so der Gefangennahme entzog, verließ er den aktiven Militärdienst, nahm aber am Feldzug gegen Frankreich 1870/71 teil. 1876 wurde er durch den neu konstituierten Provinziallandtag der Provinz Sachsen, dem er selbst angehörte, zum Landesdirektor gewählt. In diesem Amt, dessen Bezeichnung unterdessen in Landeshauptmann umgeändert war, wurde er 1888 für weitere zwölf Jahre bestätigt.
Von 1867 bis 1876 und von 1879 bis 1882 gehörte Wilko Levin dem preußischen Abgeordnetenhaus als Mitglied der Freikonservativen Partei an. 1873 war er kurzzeitig auch Mitglied des Deutschen Reichstages.
Seit der Gründung am 5. Oktober 1886 bis zu seinem Tod war Wilko Levin Graf von Wintzingerode Präsident des „Evangelischen Bundes“, der sich schnell zum größten evangelischen und drittgrößten Verein Deutschlands überhaupt entwickelte. Als solcher engagierte sich Wintzingerode ideell und finanziell sehr für den Bau der Gedächtniskirche in Speyer. Dort ist er in einem der Glasfenster unter einem Medaillon mit seinem Wappen als biblischer Hauptmann von Kapernaum dargestellt. Als Konfessionspolitiker erregte er 1898 den Unwillen Kaiser Wilhelms II., als der Evangelische Bund die in seinen Augen zu romfreundliche Haltung Otto von Bülows, des preußischen Botschafters am Heiligen Stuhl, öffentlich kritisierte. Der Kaiser wies den preußischen Innenminister Freiherrn von der Recke von der Horst an, Wintzingerode „durch einen energischen Riß zu bestrafen“. Dafür gab es keine Rechtsgrundlage, doch führte der Vorgang zu einer Entfremdung zwischen der Führung des Evangelischen Bundes und Wilhelm II. als summus episcopus.
1894 wurde er Mitglied der Akademie gemeinnütziger Wissenschaften in Erfurt. An seinem 70. Geburtstag verlieh ihm die Theologische Fakultät der Universität Jena den Doktortitel ehrenhalber.
Bereits 1887 trat Wilko Levin von Wintzingerode als Ehrenritter dem Johanniterorden bei und wurde 1898 zum Rechtsritter bestimmt.

## Schriften
- Eröffnungsreden, in: Flugschriften des Evangelischen Bundes. Halle/S. ab 1887.
- Zur Reform der Personalbesteuerung. In: Preußische Jahrbüchern. Band 30.
- Graf Heinrich Levin Wintzingerode, ein Württemberger Staatsmann. Gotha 1866. (Digitalisat)
- Graf Hoensbroech, sein Prozeß und die öffentliche Meinung. Leipzig 1899. (Digitalisat)

## Genealogie
- Gothaisches Genealogisches Taschenbuch der Gräflichen Häuser. Teil A (Uradel). 1942. 115. Jg. Zugleich Adelsmatrikel der Deutschen Adelsgenossenschaft (D.A.G.), Justus Perthes, Gotha 1941, S. 641 f.
- Hans Friedrich von Ehrenkrook, Elsa von Bethmann, Friedrich Wilhelm Euler, Hans-Jürgen von Witzendorff, u. a.: Genealogisches Handbuch der Gräflichen Häuser. A (Uradel). 1958. Band III, Band 18 der Gesamtreihe GHdA, Hrsg. Deutsches Adelsarchiv. C. A. Starke, Glücksburg/Ostsee 1958, S. 508 f.